# 鹿児島県道46号阿久根東郷線
鹿児島県道46号阿久根東郷線（かごしまけんどう46ごう あくねとうごうせん）は、鹿児島県阿久根市から薩摩川内市に至る県道（主要地方道）である。

## 概要
阿久根市栄町から薩摩川内市東郷町斧渕に至る。
横座トンネルが開通するまでは、市境の横座峠で分断されていた。国道3号から国道267号方面への抜け道として利用される。

### 路線データ
- 陸上距離：28.176 km[1]
- 起点 : 阿久根市栄町（阿久根港入口交差点、国道3号交点）
- 終点 : 薩摩川内市東郷町斧渕（東郷小学校前交差点、国道267号交点）
- 主な経由地 : 薩摩川内市東郷町藤川

## 歴史
- 1973年（昭和48年）4月11日 - 阿久根市栄町から東郷町斧渕に至る阿久根東郷線（整理番号は347）が路線認定される[2][3]。なお、同日の告示第416号の3により現在の阿久根東郷線の阿久根市側が路線に含まれていた県道宇都川路田代阿久根線（川内市城上町 - 横座峠 - 阿久根市栄町）が路線廃止されている[5]。
- 1983年度（昭和58年度） - 東郷町藤川で道路改良工事が開始[4]。
- 1993年（平成5年）5月11日 - 建設省から、県道阿久根東郷線が阿久根東郷線として主要地方道に指定される[6]。
- 1994年（平成6年）7月 - 横座トンネルが建設省の「交流ふれあいトンネル・橋梁事業」に選定される[4]。
- 1995年（平成7年）8月 - 横座トンネルが貫通[4]。
- 1997年（平成9年）
  - 2月 - 阿久根市・東郷町側整備一部完了。
  - 3月31日 - 阿久根市 - 東郷町（現：薩摩川内市）境を通る横座トンネルが開通。これにより鹿児島県道46号阿久根東郷線の全線が開通[4]。この時点では全長約31キロメートルのうち、約9キロメートルが未改良区間として残されていた[4]。
- 2009年（平成21年）2月 - 薩摩川内市東郷町鳥丸付近バイパス完成（よって旧東郷町側の整備完了）。
- 2011年（平成23年）9月20日 - 阿久根市栄町から同市波留までのバイパス完成。これにより全線が2車線となる[7]。

## 路線状況

### 横座トンネル

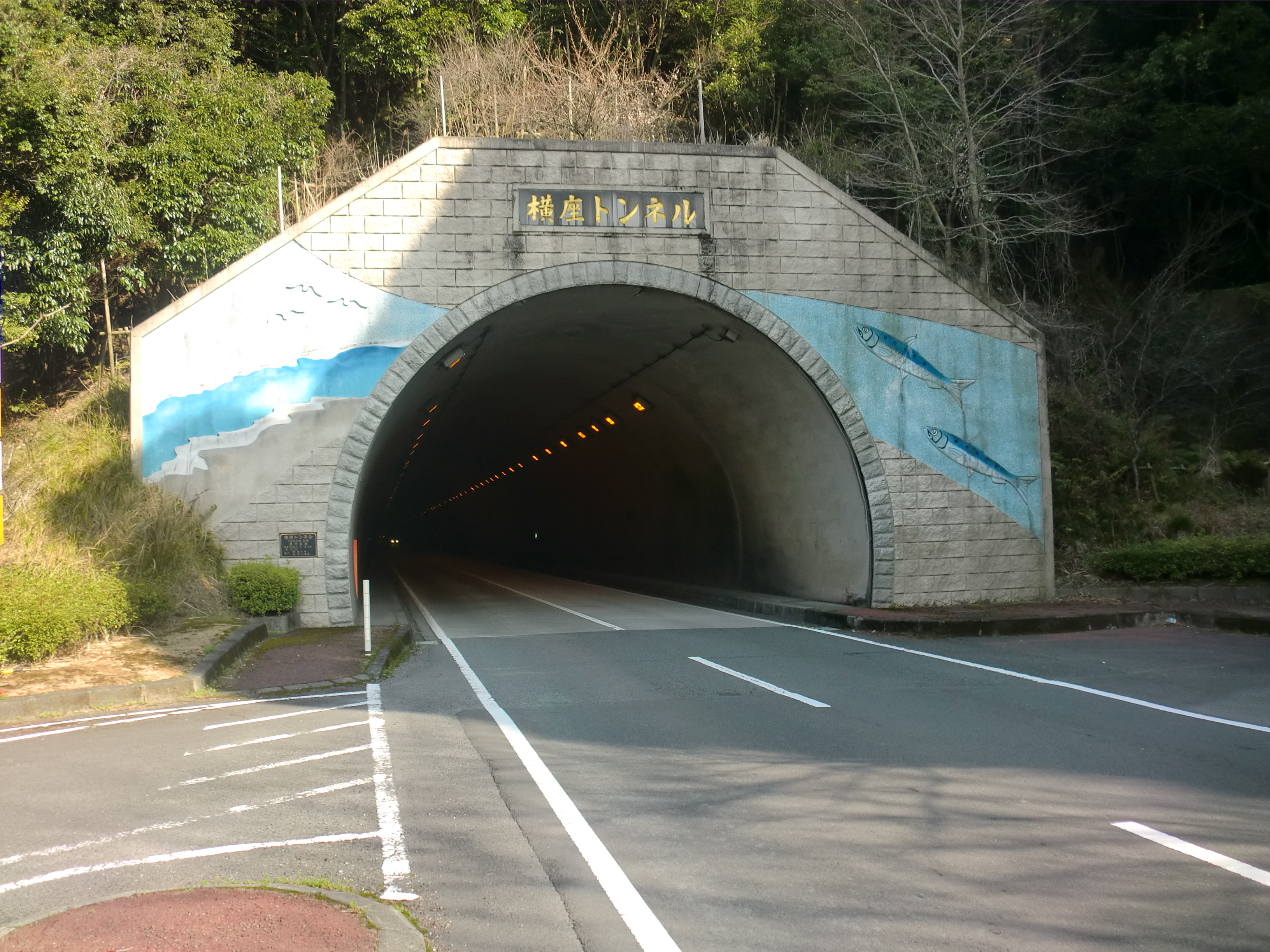
横座トンネル（薩摩川内市側）

横座トンネル（よこざトンネル）は、阿久根市鶴川内字米次から薩摩川内市東郷町藤川までを結ぶ鹿児島県道46号阿久根東郷線のトンネルである。1997年（平成9年）3月31日に開通。全長は1,292 m。トンネル開通により阿久根市から鹿児島市や鹿児島空港（霧島市、1997年当時は溝辺町）への所要時間が20分ほど短縮された。
高速道路などの高規格幹線道路を除いた鹿児島県内の道路トンネルとしては10番目に長いトンネルである。

## 地理
起点の阿久根市栄町付近は商店街などが並ぶ市街地である。従来の起点から900 m程の区間は幅員が狭かったが、2011年（平成23年）9月20日にそれまでの起点より鹿児島側に従来のルートのバイパスとして900 mが開通した。それまでこの区間は肥薩おれんじ鉄道の踏切を通っていたが、バイパスルートでは跨線橋で渡るようになっている。
これにより県道46号のすべての区間が2車線となった。阿久根市街と横座トンネルまでの一部の区間では急坂があるため、非常避難所や登坂車線が設置されている区間もある。全体的に、農村地域のため田園が多く川と接している。横座トンネル付近は住居がまばらになる。横座トンネルのそばにある道路は以前トンネルが完成するまで県道となっていた区間であり（現在は林道として利用されており、山頂付近には牧場などもある）、1973年（昭和48年）までは宇都川路田代阿久根線として現在の薩摩川内市高城町までが県道として認定されていた。
横座トンネルより藤川天神（菅原神社）の入口付近までは住居はまばらで横座トンネル付近には廃墟が目立つ。平成18年7月豪雨によってこの区間でがけ崩れが発生し片側交互通行を余儀なくされていたが、復旧している。藤川天神入口から東郷小下の区間にかけて住居も増えてくる。この区間はすべて片側1車線で広く直線部分も多い。

### 通過する自治体
- 阿久根市
- 出水市
- 薩摩川内市

### 交差する道路
| 交差する道路              | 市町村名   | 交差する場所 | 交差する場所              |
| ------------------------- | ---------- | ------------ | ------------------------- |
| 国道3号                   | 阿久根市   | 栄町         | 阿久根港入口交差点 / 起点 |
| E3A 南九州西回り自動車道  | 阿久根市   | 鶴川内       | 13 阿久根IC               |
| 鹿児島県道368号荒崎田代線 | 阿久根市   | 鶴川内       |                           |
| 国道267号 / 東郷バイパス  | 薩摩川内市 | 東郷町斧渕   | 東郷小学校前交差点 / 終点 |

### 交差する鉄道
- 肥薩おれんじ鉄道
- 九州新幹線

### 沿線
- 阿久根郵便局
- 阿久根市立田代小学校
- 菅原神社（藤川天神）
- 薩摩川内市立東郷小学校

## ギャラリー

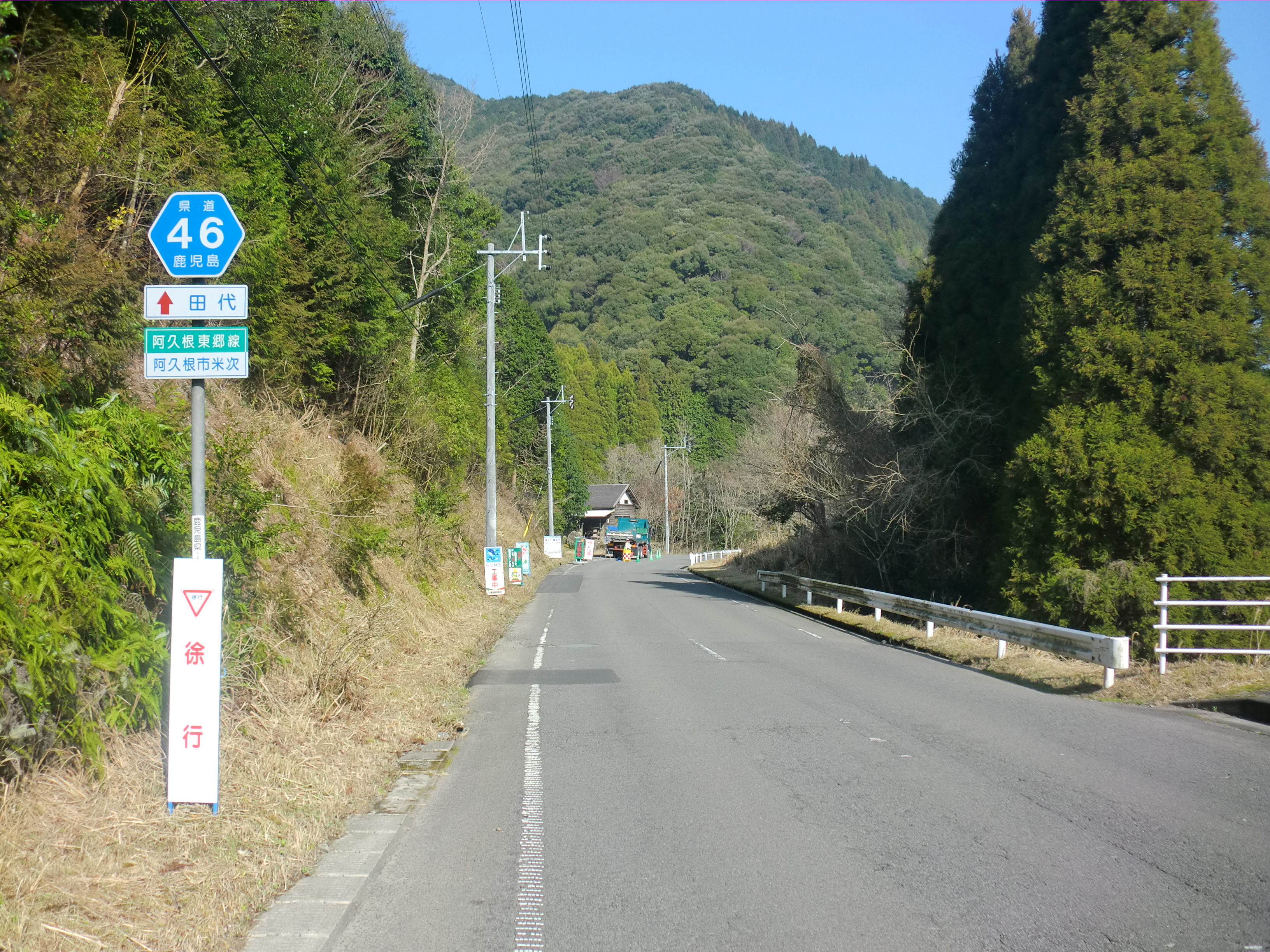
阿久根市米次
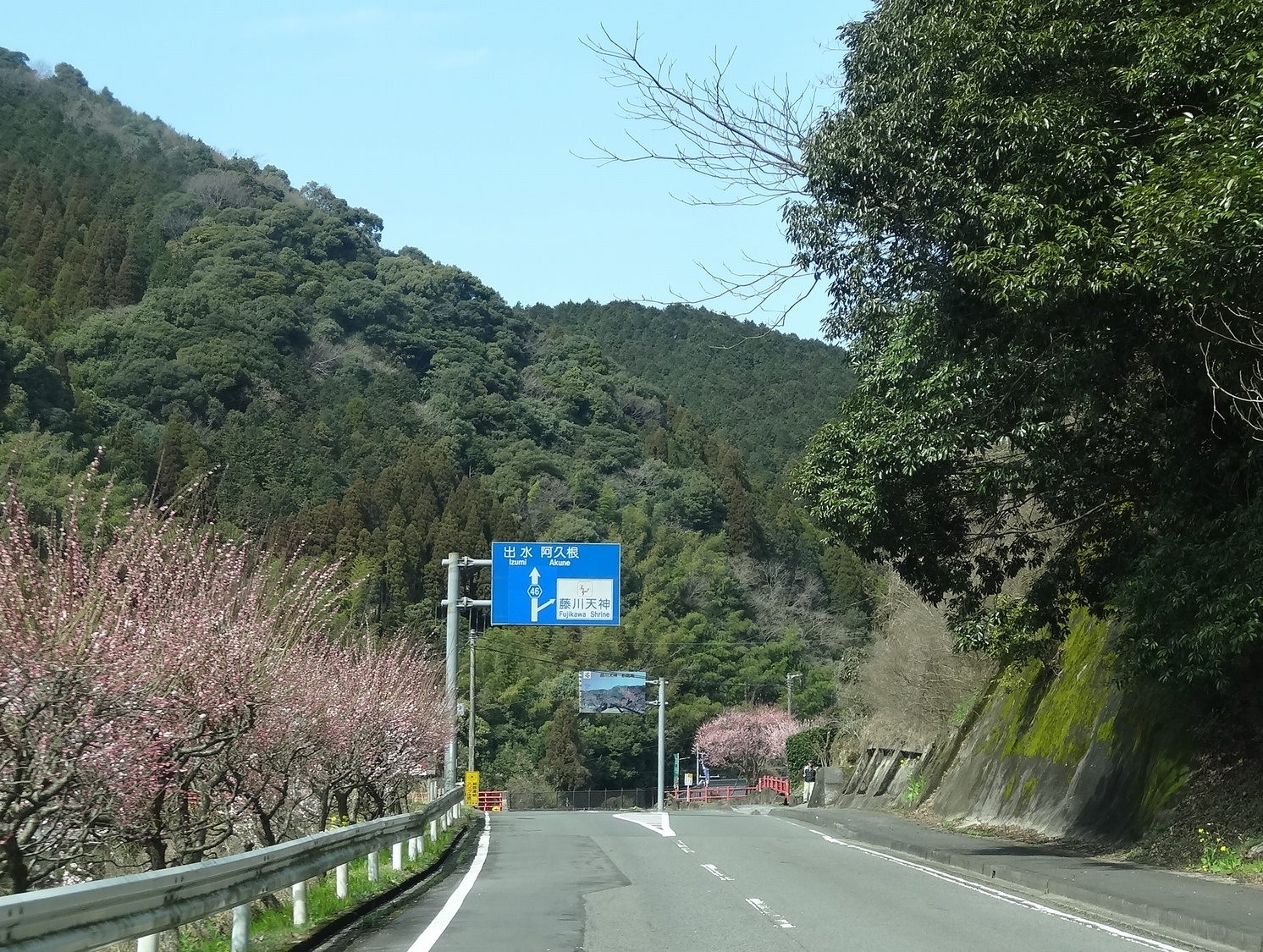
薩摩川内市東郷町藤川
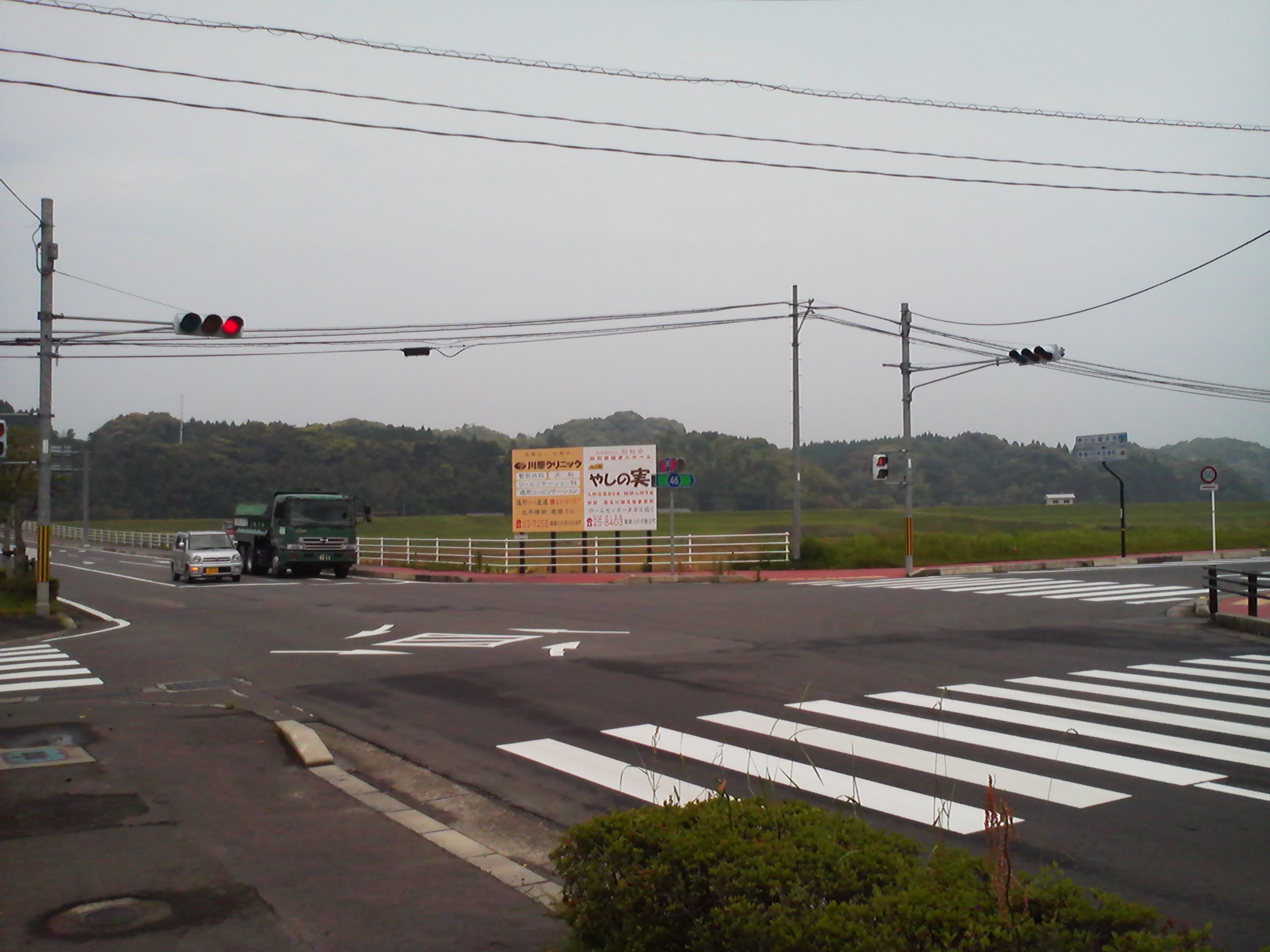
薩摩川内市東郷町斧渕（終点）